# Certaldo
Certaldo (pronuncia: /ʧerˈtaldo/, Čettàrdo /ʃeˈtːardo/ nel vernacolo locale) è un comune italiano di 15 648 abitanti della città metropolitana di Firenze, celebre per essere stato luogo di morte e probabilmente di nascita del poeta e scrittore Giovanni Boccaccio. Situato al centro della Val d'Elsa, ospita numerosi edifici di interesse storico, culturale e artistico.

## Geografia fisica
Il territorio comunale di Certaldo è bagnato dal fiume Elsa (affluente dell'Arno) e dal torrente Agliena che in esso confluisce. L'abitato di Certaldo si estende ai lati della strada regionale (ex statale) 429 ed è formato da due nuclei ben distinti: la parte medievale con il Palazzo Pretorio detta Certaldo Alto, che sorge su un colle, e la parte bassa. Certaldo Alto è raggiungibile sia in macchina (zona a traffico limitato ad uso dei soli residenti) che con una funicolare su rotaia dotata di cremagliera, con partenza da Piazza Boccaccio. In pianura invece si estende la parte "moderna" di Certaldo, successiva agli insediamenti medioevali, che ha conosciuto il suo maggiore sviluppo dalla fine del Settecento.

## Origini del nome
Il toponimo, documentato come Certaldum e Certaltus, è un composto di cerretum (‘bosco di cerri’), passato a cert-, mentre la seconda parte non è chiara. È stato proposto alto, nonostante una certa difficoltà di un passaggio nel toscano da lt a ld oppure Aldo, come nome di persona (da un ipotetico *Cer(re)taldi, ‘il bosco di cerri di Aldo’). Non si può neppure escludere che l'elemento -aldo sia da collegare a un suffisso con una generica funzione toponomastica, di origine germanica, dato il gran numero di toponimi centrosettentrionali che hanno un elemento simile.

## Storia

### Periodo etrusco-romano
Certaldo ebbe origini etrusco-romane, come dimostrano i numerosi reperti archeologici sparsi in tutto il territorio comunale, quali ceramiche, utensili e tombe etrusche, alcune delle quali di recente scoperta. Le origini etrusche sono testimoniate anche dalla toponomastica di alcune località e corsi d'acqua, come per esempio il torrente Agliena ed il fiume Elsa che confluiscono nei pressi di Certaldo.
In particolare sul Poggio del Boccaccio, un colle a forma trapezoidale con base ellittica e cima completamente piatta, adiacente al borgo medioevale in direzione nord-ovest, sono stati ritrovati, nel corso di scavi archeologici avvenuti alla fine del 1800 e a metà del 1900, una tomba a camera etrusco-ellenistica di pianta ellissoidale risalente alla fine del IV- inizio III secolo a.C., ed un deposito a pozzo di derrate alimentari con alcuni strumenti fittili riconducibili all'epoca ellenistica. Molto probabilmente l'area era sede di un deposito granario fin dal 300 a.C.
In altri scavi, eseguiti tra il XIX secolo ed il XX secolo nei pressi di un altro colle ritenuto artificiale, sempre adiacente al borgo medioevale ma stavolta in direzione sud-est, chiamato Poggio delle Fate, sono stati rinvenuti un granaio sotterraneo a celle ed i resti di un tumulo etrusco e di numerose tegole bollate, mentre numerose ceramiche databili dal VI - V secolo a.C. fino all'età ellenistica e frammenti di ceramiche aretine bollate sono state rinvenute nei pressi del torrente Agliena.
Alcuni ritrovamenti di anfore romane risalenti all'epoca imperiale (I secolo d.C.) in Piazza della Libertà, nella parte bassa della città, durante alcuni lavori edilizi del 1960 per la costruzione di una scuola media, dimostrano che vi sono stati insediamenti anche in epoca romana.
Tutti questi reperti di origine etrusca e romana sono oggi musealizzati al piano terra del Palazzo Pretorio, situato nella parte medievale del paese.
Con ogni probabilità nel luogo in cui adesso sorge Certaldo vi era un piccolo insediamento etrusco, probabilmente un villaggio agricolo, come sembrano testimoniare i depositi di derrate nei poggi adiacenti al borgo, mentre sul Poggio del Boccaccio era situata la necropoli.

### Periodo medievale
(Giovanni Boccaccio, Decameron-VI,10)

#### Lo sviluppo del castello fortificato nell'Alto Medioevo
Certaldo fa la sua comparsa ufficiale nella storia nel 1164, quando il castello di "Certaldum" viene citato in un documento dell'imperatore Federico Barbarossa come feudo dato in concessione ai Conti Alberti, ma senza ombra di dubbio i primi insediamenti fortificati sul colle sono da far risalire all'Alto Medioevo, epoca nella quale venne edificato il Mastio che oggi risulta incorporato dal Palazzo del Vicario. L'origine del Mastio è quasi sicuramente longobarda o franca, e prese la sua forma definitiva nel X-XI secolo: rappresentava il classico tipo di fortificazione alto-medioevale costituito da un'unica torre fortificata dotata di stalla, alloggi signorili e armeria.

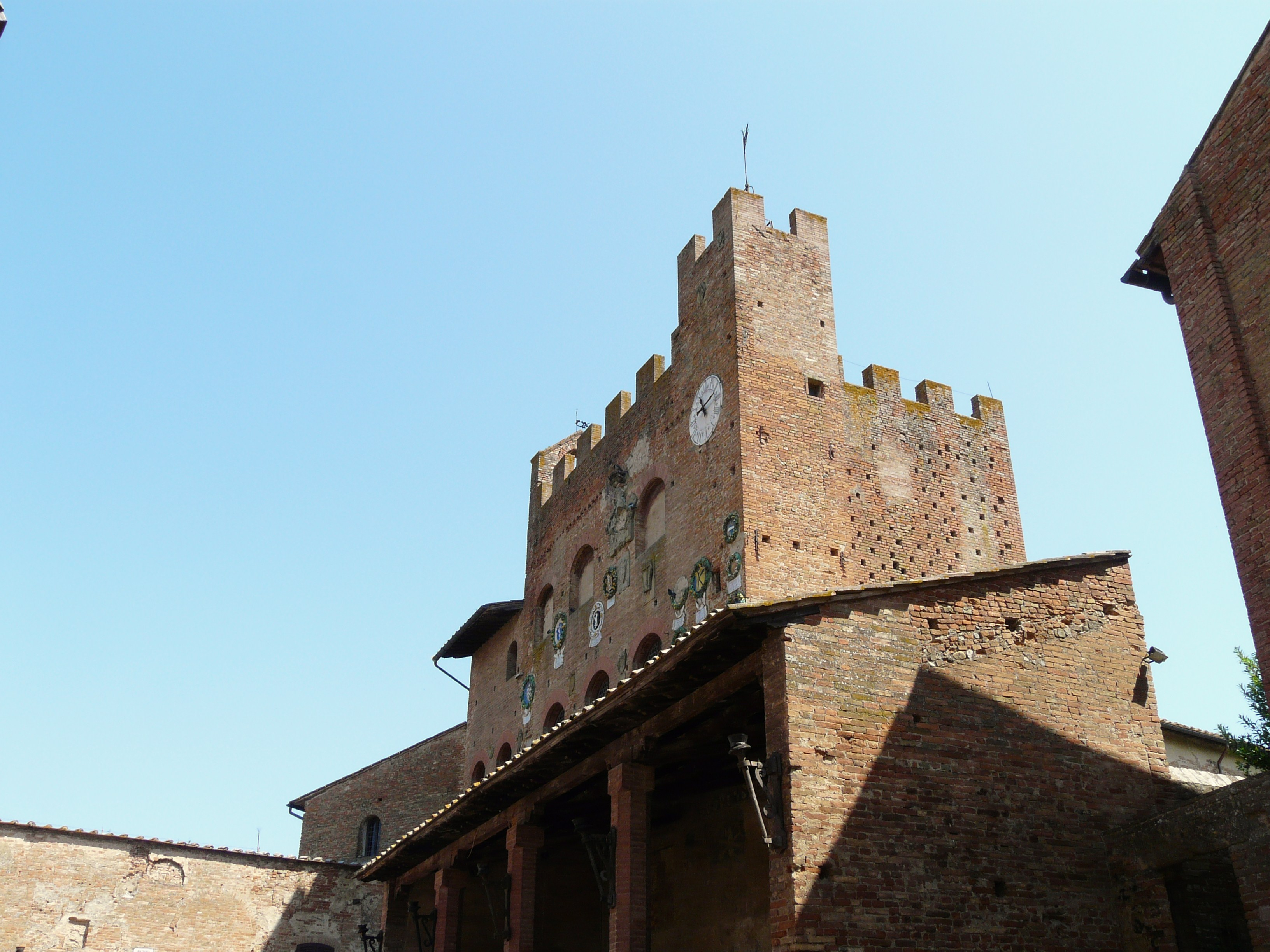
Certaldo, Palazzo Pretorio, particolare in cui è visibile l'originale struttura del Mastio del castello dei Conti Alberti

Alcuni reperti archeologici, ritrovati sul Poggio del Boccaccio, risalenti al VI-VII secolo d.C., dimostrano l'esistenza di un insediamento agricolo, presumibilmente un deposito di derrate alimentari, e testimoniano che a quell'epoca il colle su cui sorge Certaldo Alta era ancora abitato. Molto probabilmente il villaggio agricolo alto-medioevale prese forma dal precedente insediamento risalente all'epoca etrusco-ellenistica e alla fine del IX secolo d.C., con l'importanza strategica dell'area dovuta al passaggio della via Francigena, vi venne edificata la prima fortificazione feudale.
La torre fortificata si trovava all'apice di un colle da cui si poteva controllare la via Francigena, la principale strada di comunicazione medioevale tra l'Europa del Nord e Roma. Dal mastio originario si controllava a distanza il vecchio tracciato in collina della via Francigena, e direttamente quello di fondovalle, più recente ma via via sempre più importante e trafficato. Questa posizione strategica favorì sicuramente lo sviluppo demografico e la sua evoluzione prima in Castello e successivamente in un borgo fortificato, portando alla costruzione di edifici civili attorno al Mastio primordiale. Nascono tra l'XI ed il XIII secolo la Chiesa dei Santi Tommaso e Prospero (la chiesa più antica del borgo medioevale, oggi sconsacrata), l'annesso convento e chiostro, la Torre dei Lucardesi e le prime abitazioni civili e case torri lungo via Rivellino, la via più antica del borgo che collega la fortificazione alla via Francigena, e nei pressi della torre sulla sommità del colle. Una prima cinta muraria racchiudeva tutto questo primitivo nucleo urbano che assumeva la conformità di un castello fortificato vero e proprio.

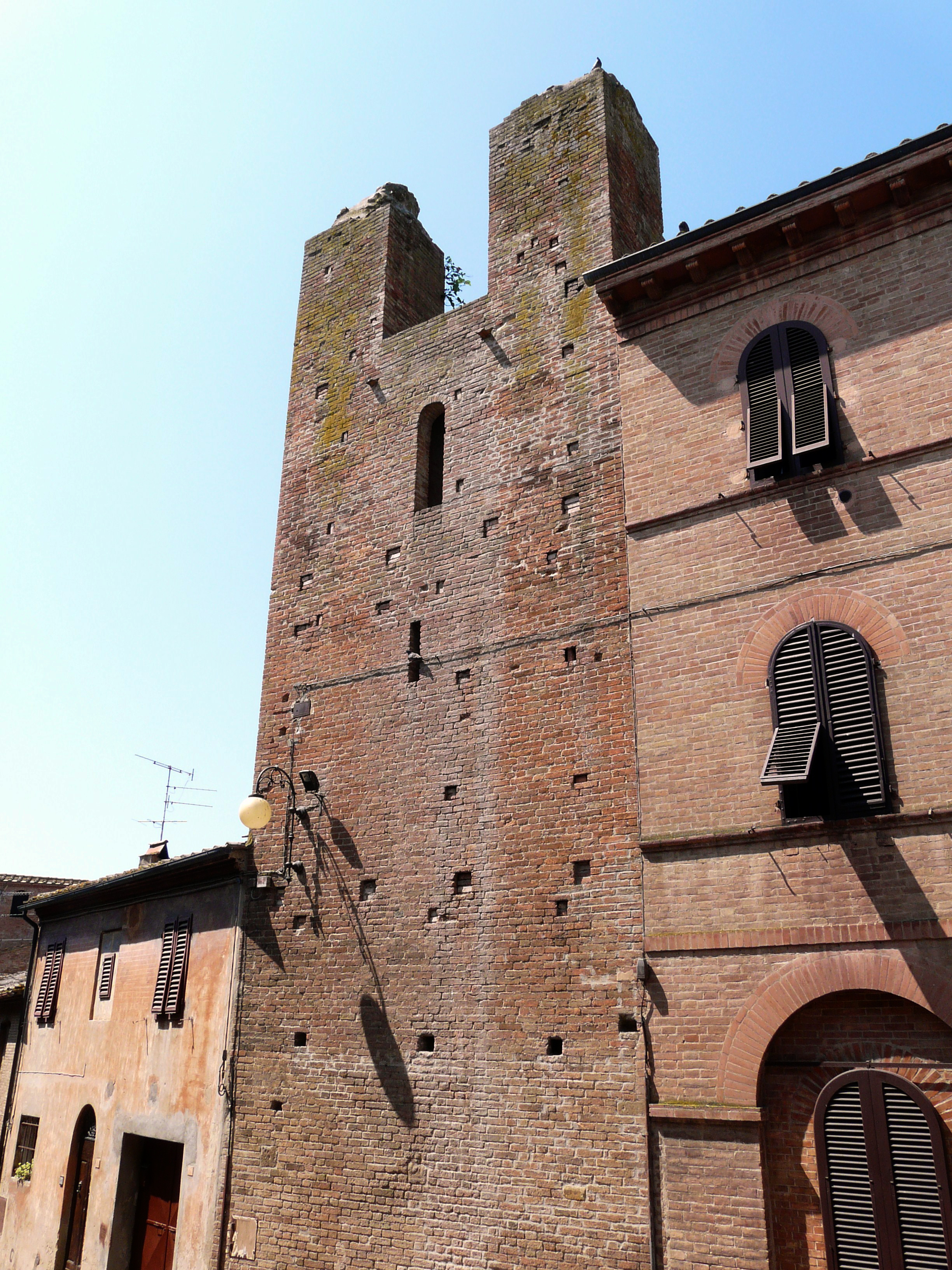
Certaldo, via del Rivellino, Torre dei Lucardesi

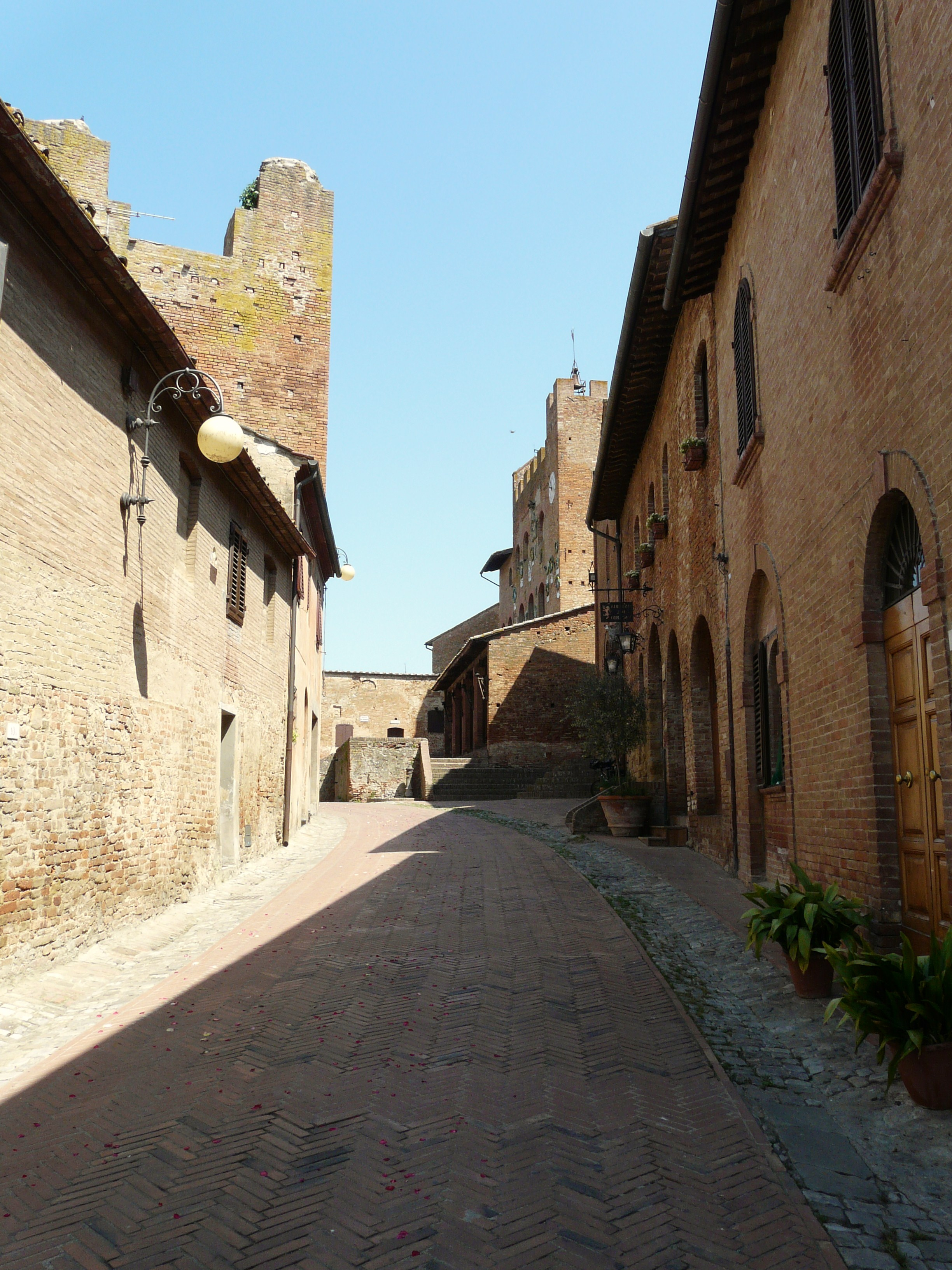
Certaldo, via del Rivellino

#### Feudo dei Conti Alberti e guerra di Semifonte
Certaldo faceva parte delle numerose fortificazioni che gli Alberti disseminarono in tutta la Valdelsa per contenere l'espansionismo della Repubblica fiorentina, assieme a San Miniato, Fucecchio, Montegrossoli, Semifonte, Castel Timignano, Pogna, Lucardo e Vico d'Elsa. Tutti questi castelli e fortificazioni formavano una sorta di cintura militarizzata che circondava la città di Firenze, in modo da contrastarla ed impedire ogni sua espansione. Con la frammentazione della famiglia degli Alberti, avvenuta con i figli di Alberto IV degli Alberti, Maghinardo, suo secondogenito, divenne il capostipite del ramo dei Conti di Certaldo. Il castello di Certaldo divenne così sede e residenza del ramo di Certaldo dei Conti Alberti da cui controllava le altre fortificazioni vicine ed il contado.
Nella seconda metà del 1100 Certaldo si trova coinvolta negli attriti e nelle guerre tra Firenze e i Conti Alberti: dopo infatti la distruzione di Prato, sede principale degli Alberti, la famiglia spostò il centro del suo potere in Valdelsa, in modo da impedire l'accesso alla via Francigena da parte di Firenze. Forti del riconoscimento imperiale dei loro domini sul territorio toscano, e dell'investitura da parte dell'imperatore del Sacro Romano Impero Federico I Hoenstaufen noto come Federico Barbarossa, Alberto IV comincio la costruzione di Semifonte tra il 1177 ed il 1181. La costruzione di Semifonte scatenò l'opposizione di Firenze che dichiarò guerra agli Alberti. Certaldo così, come tutti gli altri castelli della Valdelsa, entrava in guerra nello schieramento Albertiano. Firenze inviò una prima spedizione militare nel 1182. Con l'occupazione del castello di Pogni, vicino a Certaldo, da parte di Firenze, gli Alberti bloccarono la costruzione di Semifonte, ripresa dopo appena due anni. Questo provocò un secondo e più massiccio intervento militare da parte di Firenze contro gli Alberti nel 1184. Le truppe fiorentine occuparono nuovamente Pogni e distrussero la fortezza di Mangona, nel Mugello, dove lo stesso Conte Alberto IV fu fatto prigioniero. In cambio della libertà il conte dovette accettare le dure condizioni di Firenze, che lo obbligavano a scapitozzare le torri difensive di Certaldo, a smantellare completamente la fortezza di Pogni e il castello di Semifonte, e a cedere a Firenze metà degli introiti dei dazi percepiti sulla via Francigena. Certaldo restava sotto il controllo dei conti Alberti, ma le sue torre difensive vennero smantellate.

Casa di Boccaccio, interno.

Certaldo, assieme a Semifonte e Mangona, rimase al di fuori della Lega di Tuscia, formatasi nel 1197, per volere di Firenze, in modo da indebolire il potere feudale degli Alberti: escludendo infatti dalla Lega, che sanciva tra le altre cose la reciproca difesa dei partecipanti, le migliori e più importanti fortezze degli Alberti, veniva inflitto un duro colpo al potere della famiglia comitale da parte di Firenze.

#### Annessione alla Repubblica di Firenze
Nel 1198, con lo scoppio della guerra tra Semifonte, ormai divenuto un vero e proprio libero comune sotto il protettorato degli Alberti, e Firenze, Certaldo fu occupata nello stesso anno dalle truppe di Firenze, in modo da isolare Semifonte e sottrargli i possibili aiuti che potevano giungere da Certaldo. Nel 1200, in seguito ad un accordo stipulato tra lo stesso Conte Alberto e la repubblica di Firenze, gli Alberti cedettero definitivamente Certaldo e i diritti di cui godevano su Semifonte a Firenze. Da quel momento Certaldo entra definitivamente sotto il dominio della repubblica fiorentina, e non conosce quindi l'ulteriore evoluzione in libero comune, tipica di altre località vicine.
A seguito della distruzione della vicina città di Semifonte ad opera dei Fiorentini nel 1202, la città vide un notevole sviluppo causato dai profughi semifontesi. Si sviluppa infatti nel XIII secolo via Boccaccio, la via principale che fungeva anche da piazza, lungo la quale sorgono la Casa del Boccaccio, Palazzo Machiavelli, la Canonica dei SS Jacopo e Filippo e le abitazioni lungo la via.

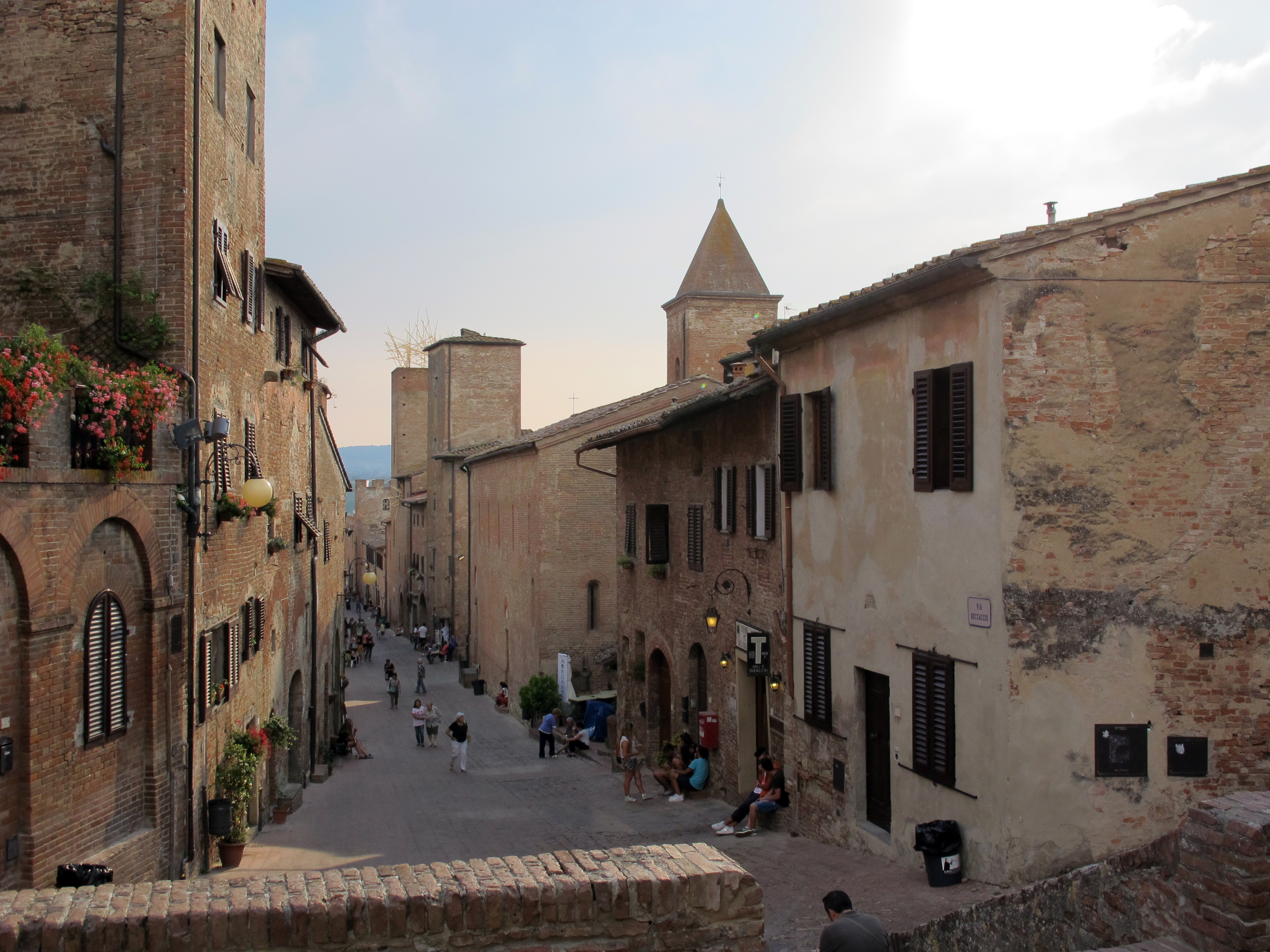
Certaldo, via Boccaccio

Il definitivo spostamento della via Francigena sul percorso di fondovalle, ai piedi del colle su cui sorge Certaldo, favorì ulteriormente lo sviluppo ed il rafforzamento del Castello. Lo sviluppo di via Boccaccio e la costruzione di nuovi edifici nel XIV secolo come Palazzo Stiozzi Ridolfi, Palazzo Giannozzi, il palazzo di Scoto da Semifonte, la casa-torre dei Della Rena e la Loggia del mercato portano alla saturazione della cima del colle da parte del nucleo urbano, che assume la sua forma definitiva e attuale. Sempre del XIV secolo è anche la cinta muraria odierna, con le sue tre porte: Porta Alberti, da cui scende la costa Alberti in direzione di Pisa, Porta al Sole e Porta al Rivellino, da cui si snoda la costa Vecchia in direzione Sud, verso Siena e Roma.

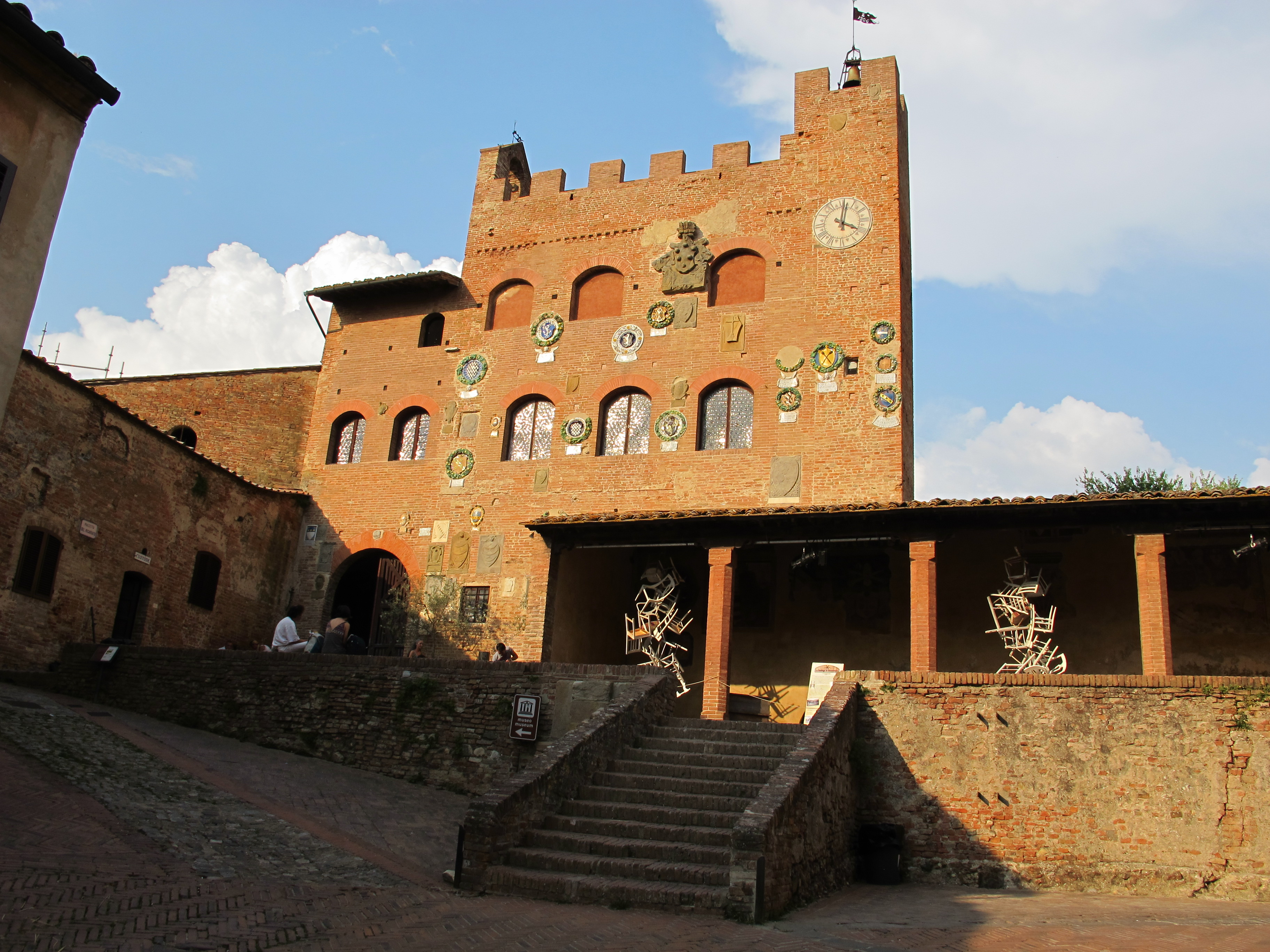
Certaldo, Palazzo Pretorio, sede del Vicariato

Dopo la battaglia di Montaperti (1260) in cui le truppe guelfe di Firenze furono sconfitte dalla ghibellina Siena, Certaldo fu saccheggiata dalle truppe senesi.
Nel 1313 vi ebbe con molta probabilità i propri natali Giovanni Boccaccio, che visse a Certaldo stabilmente negli ultimi anni della sua vita e vi morì sicuramente nel 1375.
Nel 1415 divenne la sede di uno dei Vicariati in cui si suddivideva amministrativamente la Repubblica fiorentina prima ed il Granducato di Toscana successivamente. Il vicario veniva nominato semestralmente da Firenze ed amministrava la giustizia criminale ed aveva ampie competenze amministrative. Il Vicariato della Valdelsa, conosciuto anche come Vicariato di Certaldo, dove aveva la sua sede, durò dal 1415 al 1784, anno in cui fu soppresso in seguito alla riforma amministrativa del Granducato di Toscana eseguita dai Lorena. La sua circoscrizione ed il territorio di competenza mutò nel corso degli anni, raggiungendo la sua massima estensione sotto Cosimo I de' Medici nel XVI secolo, comprendendo quasi tutto il territorio della Valdelsa, della Val di Pesa, di parte del Chianti e arrivando fino al Valdarno. Il vicariato di Certaldo, a quell'epoca, comprendeva, oltre alla podesteria di Certaldo, le podesterie di Barberino Val d'Elsa, di Castelfiorentino, di Empoli, di Galluzzo, di Gambassi e Montaione, di Montespertoli, di Montelupo Fiorentino, di Poggibonsi, di Radda in Chianti e di San Casciano in Val di Pesa.
Nel 1479 la città venne saccheggiata dalle truppe senesi e dal Duca di Calabria, e la sede vicariale viene spostata temporaneamente nella vicina Castelfiorentino. Per tutto il secolo XV Certaldo conobbe un notevole sviluppo culturale ed economico, favorito dalla posizione strategica sulla via Francigena e dalla sede Vicariale, tanto da diventare il centro politico e giurisdizionale più importante di tutta la Valdelsa; dai resoconti vicariali sappiamo che vi era un ospedale e una scuola e sappiamo che a Certaldo vi si tenevano tutti i processi penali dell'epoca, dove venivano giudicati ed eventualmente condannati i colpevoli che risiedevano nel territorio del Vicariato. Nello stesso periodo vengono modificati il mastio e il palazzo signorile feudale, trasformandoli nell'attuale Palazzo Pretorio dove risiedeva il Vicario.

### Periodo moderno

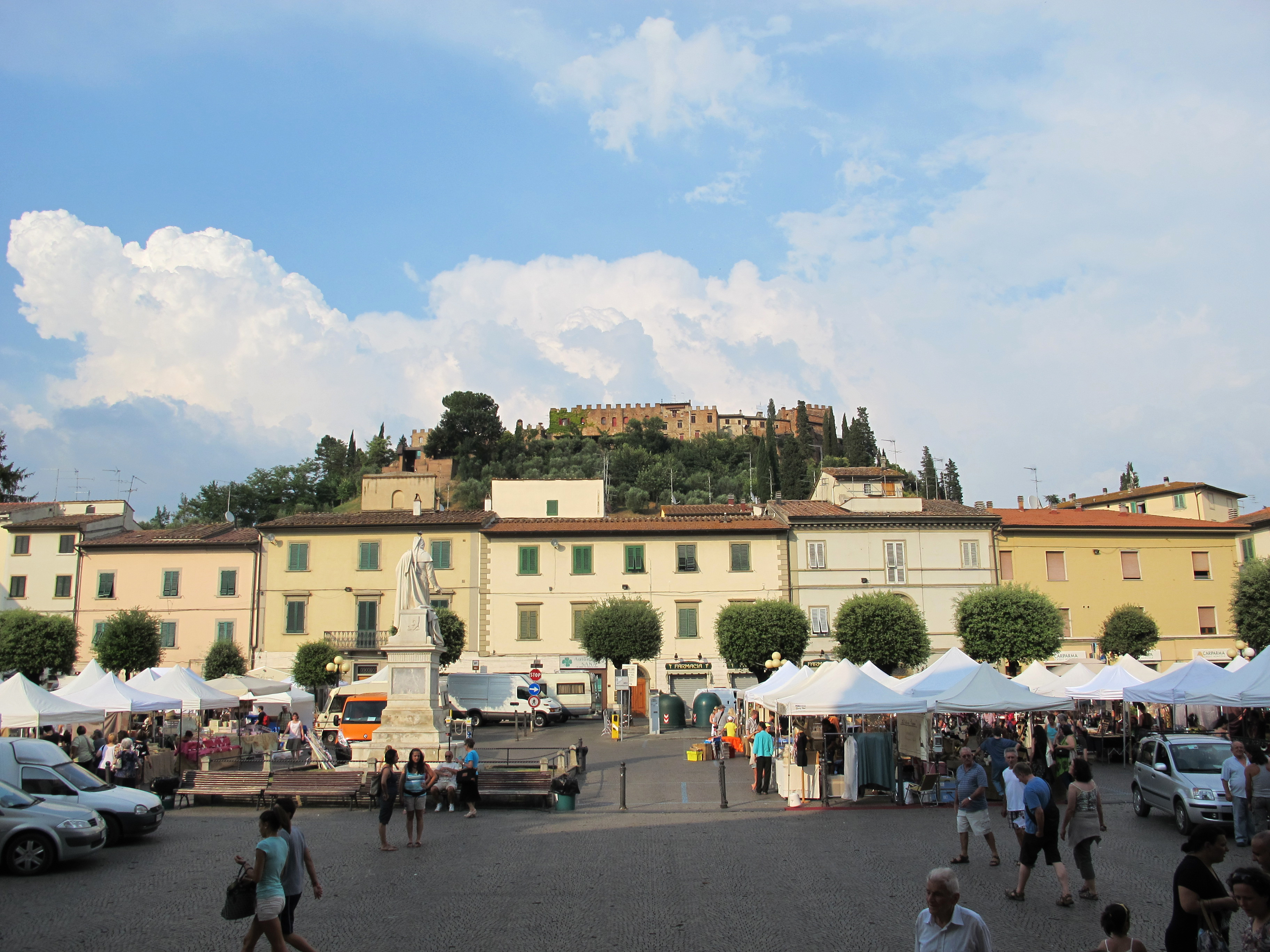
Certaldo, Borgo Garibaldi e Piazza Boccaccio, veduta sul Castello

Durante il periodo Mediceo, dal XVI fino al XVIII secolo, Certaldo fu considerato un distretto di produzione agricola, e pertanto destinato ad uno sfruttamento totale. Per tutto questo periodo non si ha nessun ampliamento del borgo, se non la costruzione del bastione circolare di Palazzo Pretorio e della fortificazione di Porta al Rivellino. Molto probabilmente nel tardo Medioevo e nel periodo rinascimentale, tra XIV e XV secolo, cominciarono a svilupparsi i primi insediamenti ai piedi del borgo fortificato, alle intersezioni tra la via Francigena e le principali vie di accesso al castello. Questi insediamenti, di natura agricola ed abitativa, sono palesemente ancora visibili in via di Stradella Vecchia, all'incrocio tra la via Francigena (oggi via Roma) e Costa Vecchia (la via di accesso più antica e suggestiva per Certaldo Alta) e lungo la parte finale di Costa Alberti, all'incrocio con la Francigena in direzione nord-ovest (oggi Borgo Garibaldi). Al XIV secolo risalgono molti insediamenti agricoli, soprattutto poderi, situati intorno a Certaldo, uno tra tutti la Fattoria del Bassetto, a sud del paese. Nel XVI secolo invece venne costruito il mulino sul fiume Elsa, situato presso il ponte sullo stesso fiume.
Con l'avvento dei Lorena la nuova politica, liberale e favorevole agli scambi, sposta l'attenzione dal borgo fortificato alla strada Francigena in fondovalle, dove si incomincia a sviluppare, a partire dai precedenti insediamenti di epoca tardo medioevale, un nuovo nucleo urbano, staccato e distinto dal borgo medioevale fortificato sulla sommità del colle.

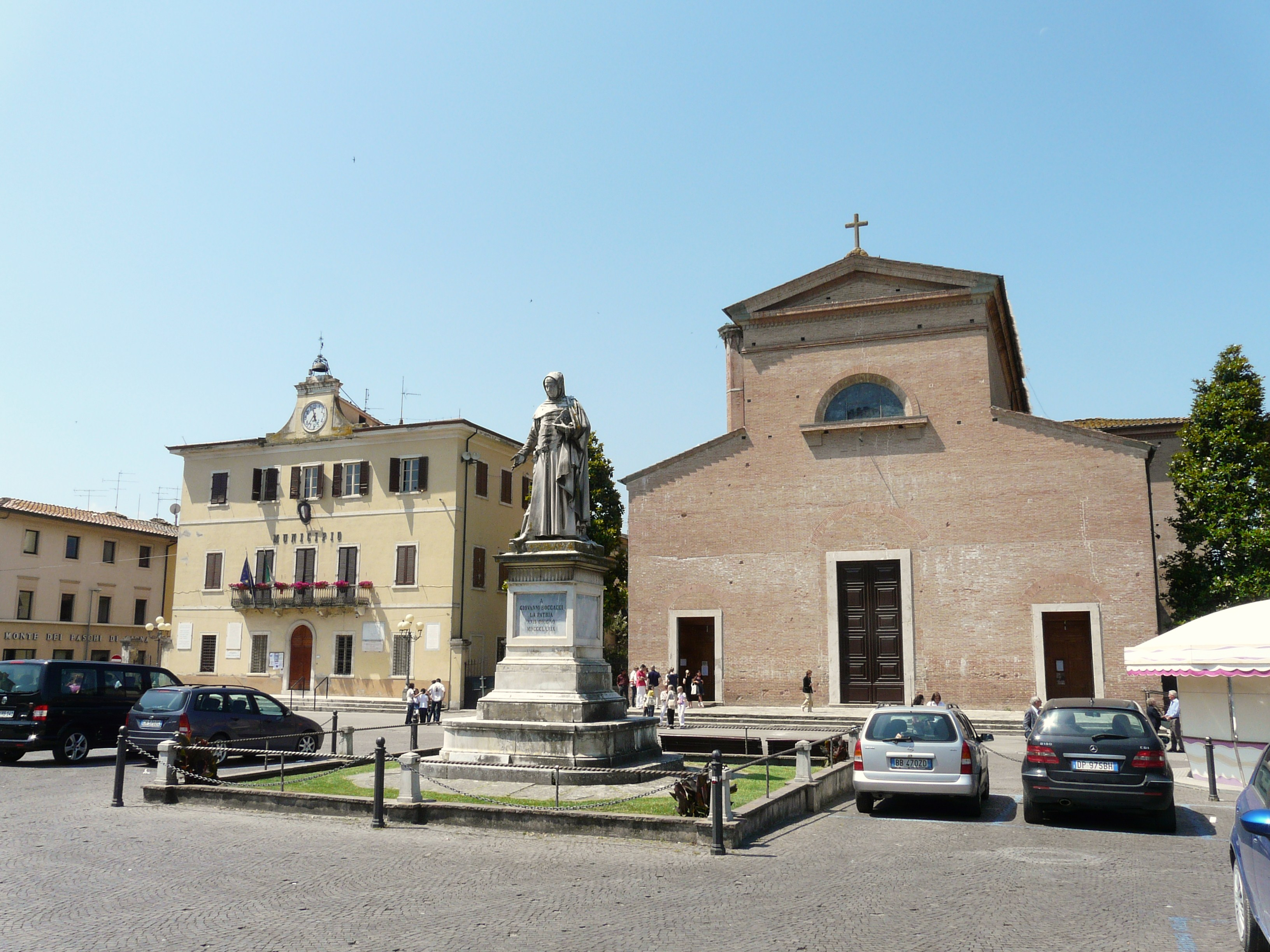
Certaldo, Piazza Boccaccio con il municipio e la Chiesa di San Tommaso

Nel 1757 la Propositura viene trasferita dalla Chiesa dei SS Tommaso e Prospero alla chiesa di S Andrea del Borgo (oggi sconsacrata), sull'innesto di Costa Alberti nella via Francigena, nel borgo basso. Nel 1772 il Vicariato di Certaldo fu privato delle competenze amministrative e della giurisdizione su alcune podesterie, comprendendo un territorio più circoscritto, limitato alle podesterie di Certaldo, Barberini di Val d'Elsa, Castelfiorentino, Gambassi, Montespertoli e San Casciano in Val di Pesa. Infine, nel 1787, il Vicariato di Certaldo e la relativa podesteria furono soppresse: la giurisdizione civile fu sottoposta alla podesteria di Catelfiorentino, mentre quella criminale fu incorporata nel Vicariato di San Miniato. Il borgo alto perse così la sua funzione amministrativa e quindi la sua importanza strategica, politica ed amministrativa. Tutto ciò provocò una decadenza del vecchio borgo e lo sviluppo del nuovo borgo in basso, dove si formarono le prime abitazioni civili lungo la via Francigena ai piedi del castello.
Nel 1849, con la costruzione della linea ferroviaria Empoli – Siena e della stazione ferroviaria di Certaldo, nascono le prime attività manifatturiere che danno una grandissima spinta allo sviluppo industriale, commerciale, demografico ed urbanistico. Il borgo basso si sviluppa ulteriormente, assumendo la sua forma attuale, con Piazza Boccaccio, dove vengono trasferiti il comune e la propositura, e diventa il fulcro centrale del nuovo borgo, che si espande tra la via Francigena e la ferrovia, con abitazioni private, attività manifatturiere e agricole e la stazione dei treni.
Al plebiscito del 1860 per l'annessone della Toscana alla Sardegna i "sì" non ottennero la maggioranza degli aventi diritto (650 su totale di 1950 aventi diritto), con un astensionismo da record, sintomo dell'opposizione all'annessione.
Lo sviluppo urbanistico e manifatturiero continuano per tutto il XIX ed il XX secolo: il centro urbano si sviluppa sui nuovi assi di Via II Giugno e Viale Margherita, oggi Viale Matteotti, e prosegue anche durante il ventennio fascista con la costruzione dell'attuale palazzo scolastico in Piazza della Libertà.
Durante la seconda guerra mondiale, Certaldo fu uno dei comuni della Toscana designati a luogo di internamento libero per ebrei stranieri e dissidenti politici. Vi soggiornarono a domicilio coatto due persone: Antonio Barboric, un sarto di Lubiana, accusato di attività sovversive, e un ebreo greco, Atanasio Liaorutzos.
Con il passaggio del fronte, Certaldo subisce vari bombardamenti, che portano alla perdita di edifici storici nella parte alta del paese; uno per tutti, la Casa di Giovanni Boccaccio, ricostruita nell'immediato dopoguerra.
Il 21 maggio 1983 a Certaldo ebbe luogo il Rock in a hard place, il primo vero festival heavy metal italiano, voluto dalla redazione della fanzine fiorentina Metal City Rockers.

### Storia di Pogna

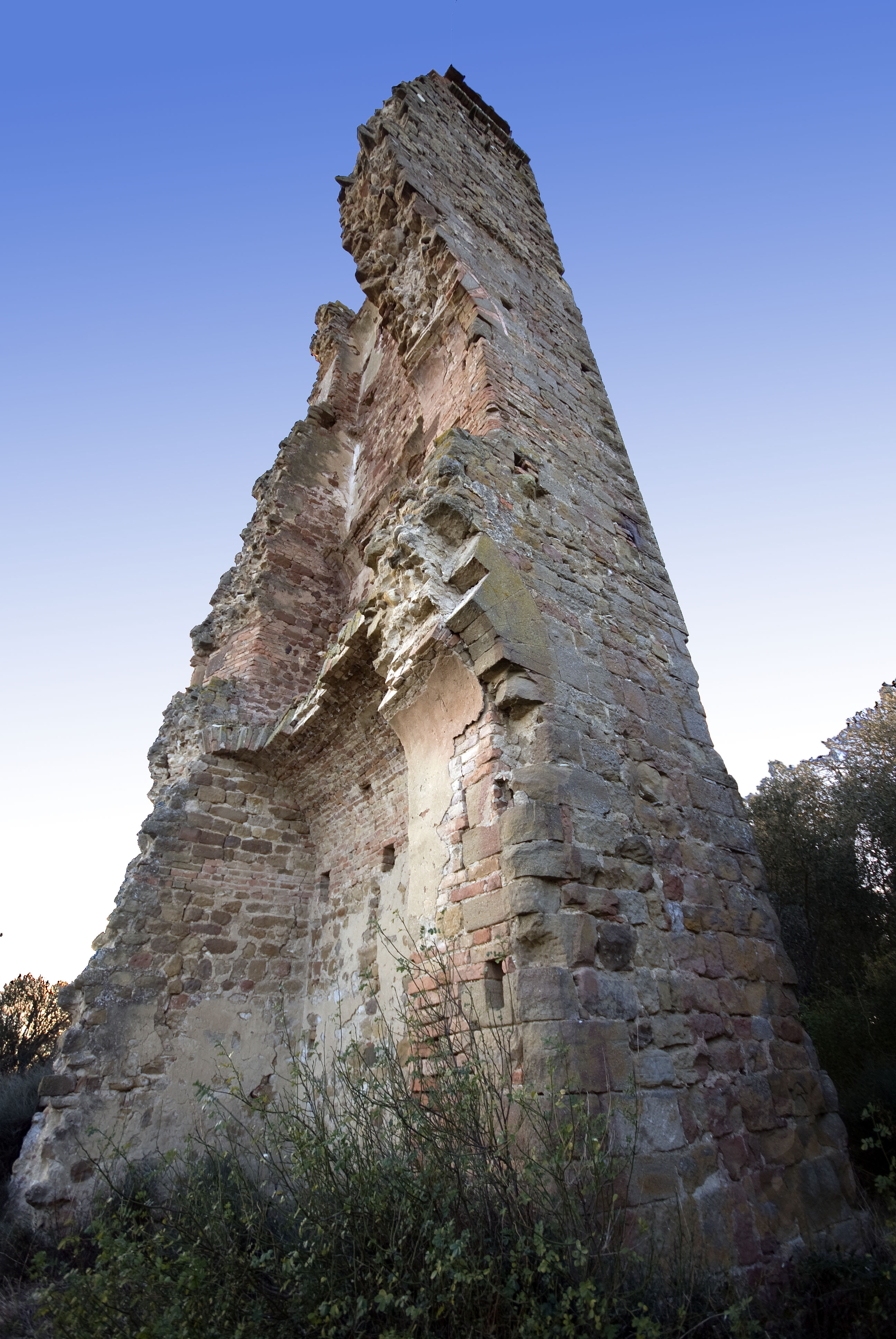
Ruderi del castello di Pogna

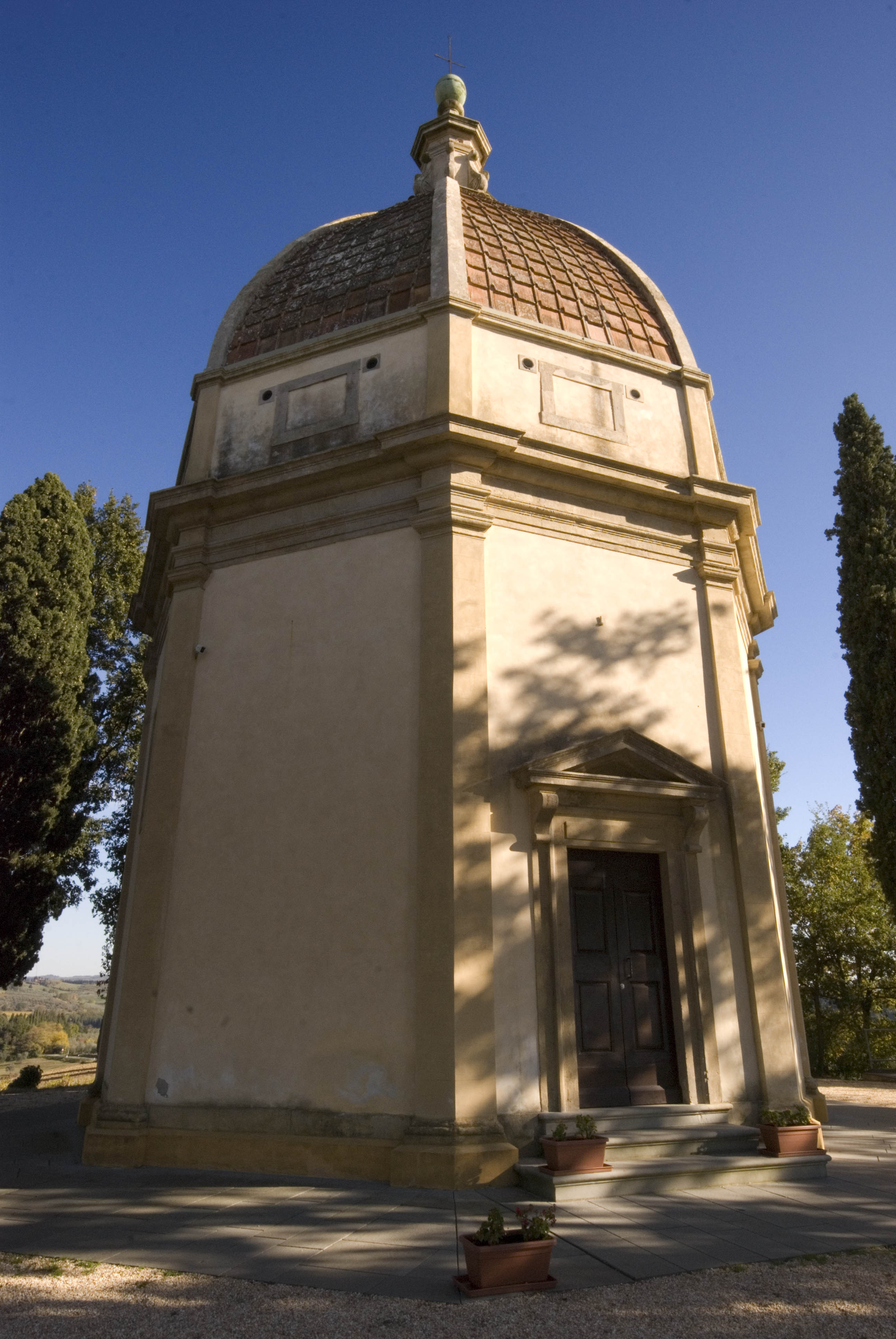
Cappella di San Michele o Cupola di San Donnino

Il castello di Pogni, conosciuto anche come "Pogna", rappresentava uno dei più potenti avamposti della famiglia feudale degli Alberti, i signori medioevali della Valdelsa. Le prime notizie storiche del castello di Pogni risalgono al 1059 e sappiamo che nel 1184 fu assediato ed espugnato per la prima volta dai fiorentini.
Durante tale battaglia venne fatto prigioniero lo stesso conte Alberto degli Alberti che in cambio della propria libertà giurò di demolire tutte le fortificazioni del castello e le torri della vicina Certaldo. In un documento del XIII secolo viene riconfermato il dominio della famiglia Alberti sul castello di Pogni, ma possiamo considerarla come l'ultima espressione del potere feudale nella zona; dopo la distruzione di Semifonte l'autorità del comune di Firenze si sostituisce definitivamente al potere feudale e nel 1312 il castello viene completamente distrutto dalle truppe di Arrigo VII, a cui segue il completo abbandono della roccaforte; le fortificazioni furono riattivate per un breve periodo dalla Signoria di Firenze alla fine del XIV secolo.
Dell'imponente castello restano soltanto una torre dimezzata in senso verticale e alcuni resti del vecchio palazzo, molti dei quali ormai incorporati nelle case rurali sorte ai piedi dell'antica roccaforte.

### Storia della collina di Semifonte
Alla fine dell'Alto Medioevo sorse sulle colline situate tra Certaldo e Barberino Val d'Elsa il castello di Semifonte, uno degli ultimi ad essere costruito nella zona e dominato dalla famiglia dei Conti Alberti; rappresentava l'ultimo baluardo del potere feudale in piena età dei comuni.
Nel XII secolo conobbe un notevole sviluppo dovuto alla discesa degli imperatori germanici al fine di schiacciare le autonomie comunali. L'imperatore Federico il Barbarossa volle che il castello e l'insediamento si sviluppassero enormemente affinché Semifonte diventasse una spina nel fianco di Firenze. In breve tempo, grazie alla sua posizione strategica equidistante da Siena e da Firenze e grazie ad una politica aperta agli sbandati, ai rifugiati e agli esuli, il castello divenne una vera e propria città in continuo sviluppo demografico, costituita dal castello fortificato e da un notevole borgo che si sviluppava appena subito fuori dalla cinta muraria, l'odierno abitato di Petrognano. Lo sviluppo continuò a farla crescere e a renderla una sorta di città "maledetta", invisa da Firenze e dalla stessa Siena.
Agli inizi del Duecento il perimetro delle mura di Semifonte era di poco inferiore a quello della Firenze contemporanea, tant'è che Firenze stessa propose a Semifonte di limitare il suo sviluppo demografico e di sottomettersi all'autorità fiorentina.
Semifonte, in risposta, posizionò su una delle porte rivolte verso Firenze un'iscrizione dove si leggeva: "Florentia fatti in là che Semifonte si fa città". Fallita la via diplomatica Firenze inviò le sue milizie, che aiutate da mercenari mandati da Siena, attuò la distruzione "sistematica" di Semifonte: ogni edificio, palazzo o casa fu completamente raso al suolo e tutti i suoi abitanti furono uccisi e sepolti o fuggirono nelle città vicine come Certaldo, Poggio Bonizio (oggi Poggibonsi) e Barberino Val d'Elsa.
Un editto impose il divieto assoluto di costruzione su quel colle e fu derogato solo nel 1597, anno in cui fu costruita su progetto di Santi di Tito la cappella di San Michele Arcangelo, detta volgarmente "cupola di San Donnino": la cappella è a pianta ottagonale e riproduce fedelmente in scala 1:8 la cupola del Duomo di Firenze di Filippo Brunelleschi. La cappella occupa solitaria la cima del colle e indica il centro in cui sorgeva anticamente quella città maledetta di cui non resta più niente.
Il borgo di Petrognano sorge attualmente nel punto in cui sorgeva il borgo esterno della città.

### Simboli
Lo stemma del comune è stato riconosciuto ufficialmente con D.P.C.M. del 6 marzo 1953.
(Art. 2 dello Statuto comunale)
Nello stemma appare la tipica cipolla di Certaldo che si può considerare un elemento fondante dell'identità cittadina,
coltivata fin dal Medioevo, quando i conti Alberti, proprietari feudali del borgo medievale durante il XII secolo, la inserirono nella bandiera comunale.
Il gonfalone, concesso con D.P.R. del 10 aprile 1954, è un drappo partito di bianco e di rosso.

## Monumenti e luoghi d'interesse

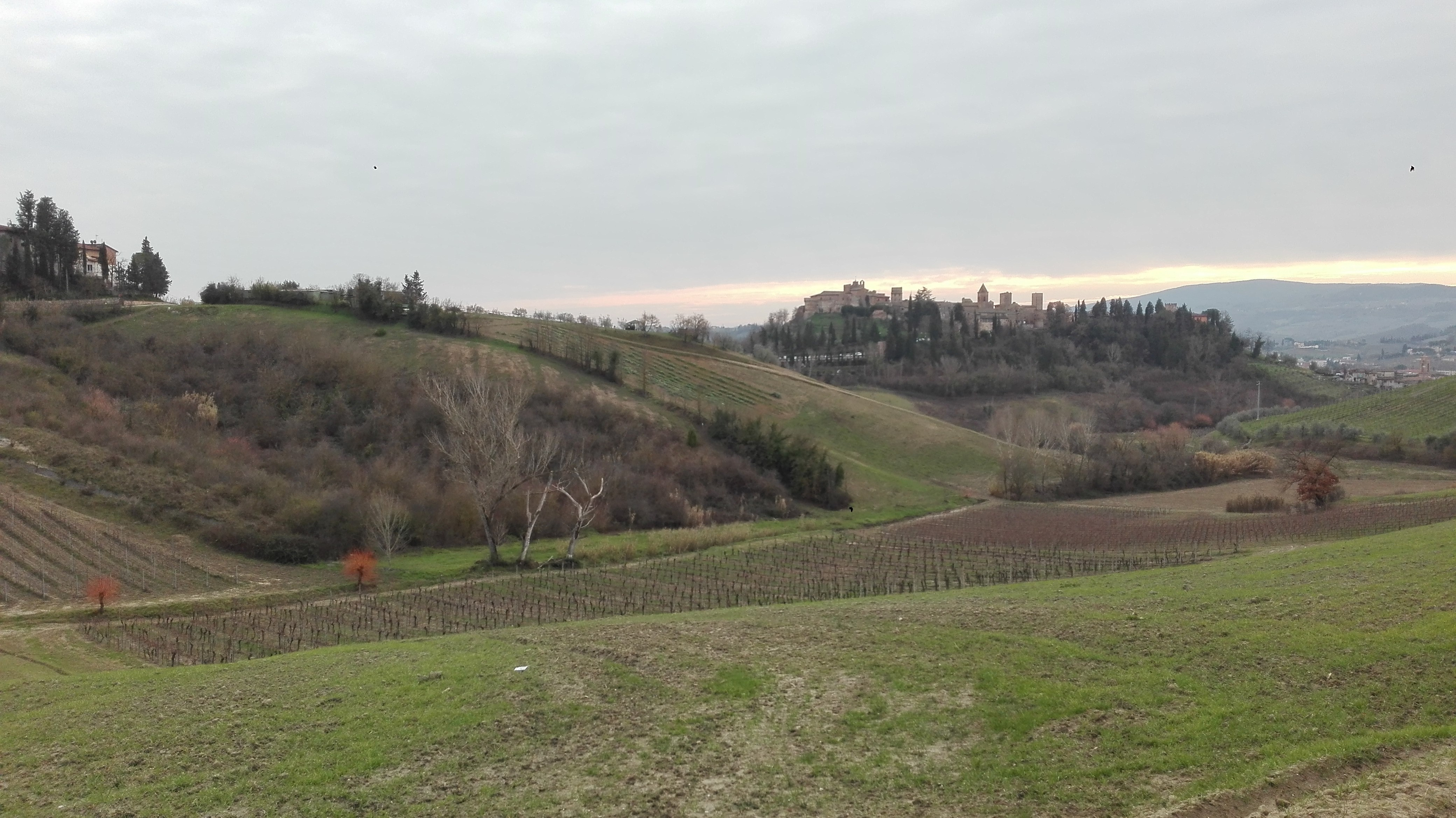
Certaldo alto visto dal Parco di Canonica

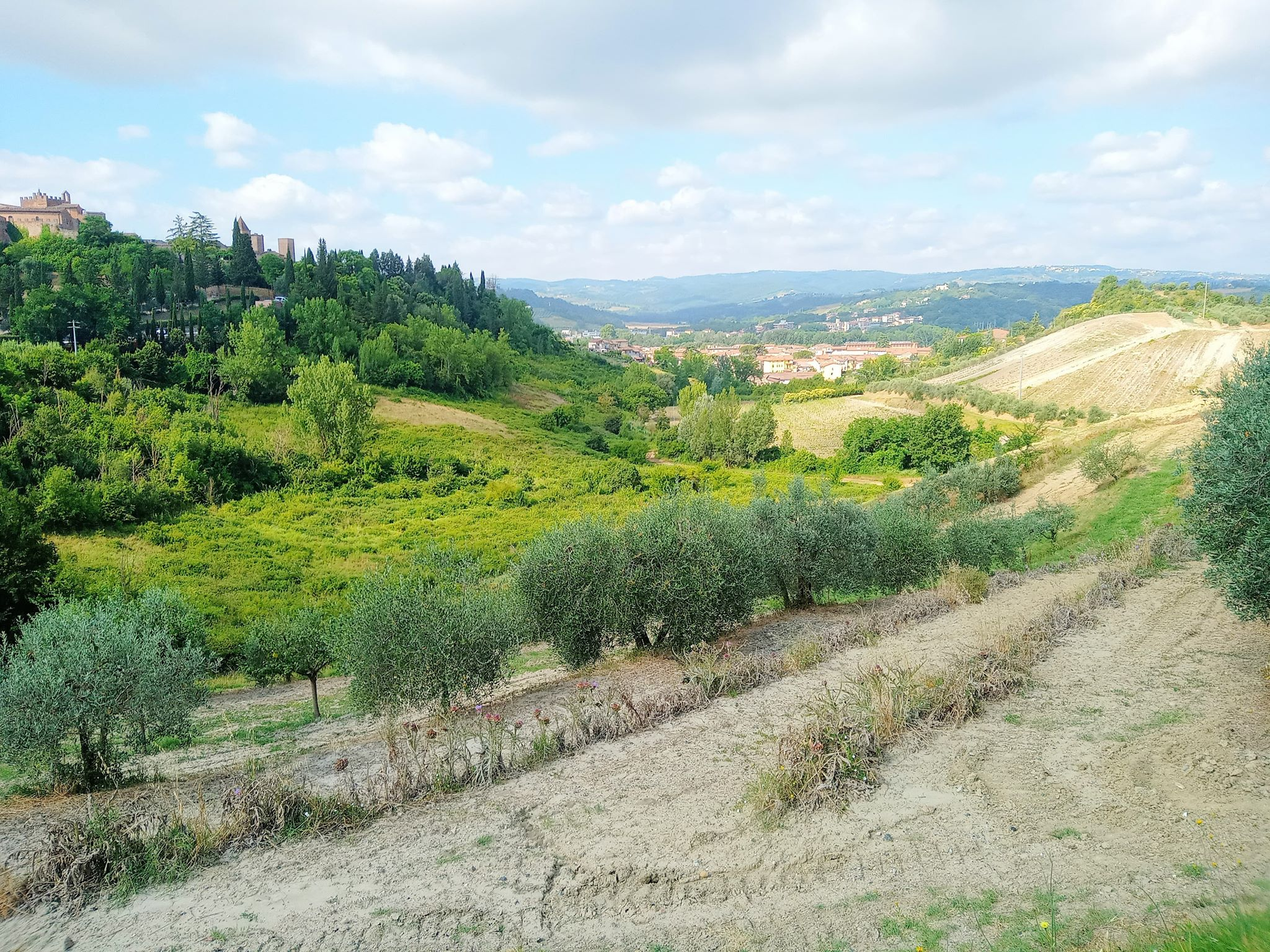
La Valle Lizia: a sinistra la collina di Certaldo Alto, a destra (più lontano) il cosiddetto Poggio del Boccaccio.

La parte più interessante del comune è sicuramente Certaldo Alto. La caratteristica artistica e architettonica principale, che l'ha resa nota e famosa in Europa, è la perfetta conservazione del tessuto urbanistico medioevale con le sue vie strette e le piccole piazze sparse qua e là; se si escludono i lavori di ristrutturazione che hanno avuto come oggetto Palazzo Pretorio nel XV secolo (lavori che trasformarono il vecchio mastio nel palazzo vicariale), possiamo affermare che Certaldo Alto è rimasta identica a come si è sviluppata nel Medioevo.
Ulteriore testimonianza di questa caratteristica è la mancanza di una grande piazza nel centro storico, mentre al suo posto vi troviamo una lunga e larga via (via Boccaccio) che ne svolgeva le funzioni, rappresentando il luogo pubblico di eccellenza e di concezione tipicamente alto-medioevale. Tuttavia chi sale in Certaldo Alto troverà due piazze: la prima è piazza della SS. Annunziata, creata all'inizio del XIX secolo pavimentando un'area che prima era destinata agli orti e alle coltivazioni in genere; la seconda, piazza SS. Jacopo e Filippo, di fronte all'omonima chiesa, era invece in origine adibita a cimitero del convento fino al 1633.
Subito a nord della collina sulla quale sorge Certaldo Alto, vi è una piccola vallata, chiamata Valle Lizia (o Vallerizia) da Giovanni Boccaccio, sebbene attualmente tale toponimo sia dimenticato. Essa si conclude a ridosso di Certaldo Basso, avendo sulla sinistra (sud) la collina del centro storico, mentre a destra (nord) il cosiddetto Poggio del Boccaccio.

### Architetture religiose

#### Chiese principali
- Chiesa dei Santi Jacopo e Filippo

Eretta nel XIII secolo, di stile romanico, ospita al suo interno le spoglie di Beata Giulia Della Rena e del Boccaccio. Nella piazza esterna troviamo l'accesso al Museo di Arte Sacra della Propositura di Certaldo, sorprendentemente ricco di opere d'arte.
- Chiesa di San Tommaso

Fu inaugurata nel 1885, anche se i lavori per la sua costruzione iniziarono nel 1840 e conserva il Crocifisso risalente al XIV secolo, oggetto di preghiera e di venerazione da parte della Beata Giulia.
- Ex Chiesa dei Santi Tommaso e Prospero

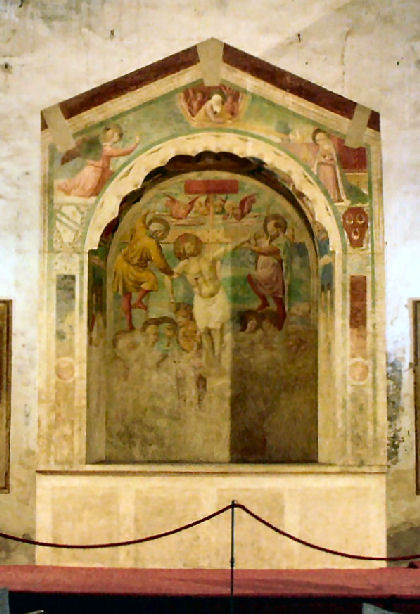
Tabernacolo dei Giustiziati, affreschi staccati, Certaldo, Ex Chiesa dei Santi Tommaso e Prospero

Questa è la chiesa più antica del castello, risalente con tutta probabilità al XIII secolo; in seguito, a causa di smottamenti del colle, ne è andato perduto parte del chiostro e la parte terminale dell'edificio stesso, compreso l'abside. La chiesa, a navata unica centrale, ospita alcuni affreschi molti dei quali rovinati dalla noncuranza e dal tempo (recentemente restaurati), mentre da vedere il Tabernacolo dei Giustiziati di Benozzo Gozzoli al centro di essa.
- Chiesa della Vergine della Pietà

Quando la Propositura del Castello fu spostata nel "Borgo Basso" questa divenne la chiesa parrocchiale di Certaldo fino alla costruzione dell'attuale chiesa di San Tommaso (fine del XIX secolo). Si trova nella parte bassa, all'incrocio tra Costa Alberti e la vecchia via Francigena. Sconsacrata da decenni si trova in stato di degrado, nonostante gli interventi di manutenzione degli anni novanta ad opera della Propositura e di un gruppo di volontari. Quasi illeggibile la scritta "Virgo pietatis asilum" sopra il portone. Nel 2011 è oggetto di importanti lavori di restauro conservativo.
- Pieve di San Lazzaro a Lucardo

Ha origini molto antiche, già citata nel X secolo, è forse l'esempio più tipico di architettura romanica in tutta la Valdelsa, con pianta di tipo basilicale, a tre navate.

#### Altre chiese nei dintorni
- Pieve di San Giovanni Battista in Jerusalem a San Donnino
- Chiesa di San Gaudenzio a Ruballa
- Chiesa di San Martino a Maiano
- Chiesa di Santa Margherita a Sciano
- Chiesa di Santa Maria a Bagnano
- Chiesa di Santa Maria a Casale
- Chiesa di Santa Maria a Lancialberti
- Chiesa di San Vito in Jerusalem (Certaldo)
- Chiesa di San Miniato a Maggiano
- Chiesa di San Donato a Lucardo
- Chiesa di Santa Maria a Marcialla
- Cappella di San Francesco d'Assisi

### Architetture civili
- Palazzo Stiozzi Ridolfi

È un complesso architettonico che occupa un intero isolato nel vecchio castello, formato da un palazzo, due torri che si affacciano rispettivamente su costa Alberti e via Boccaccio, e da un grande cortile interno con loggiato. Il palazzo risale al XIV secolo e probabilmente il loggiato interno ospitava il mercato.
- Palazzo Giannozzi

È una casa padronale, caratterizzato da strutture trecentesche e rinascimentali, e sotto il quale passa forse una delle vie più caratteristiche dell'abitato, che collega Piazza SS Annunziata con la Porta al Sole.
- Palazzo Pretorio

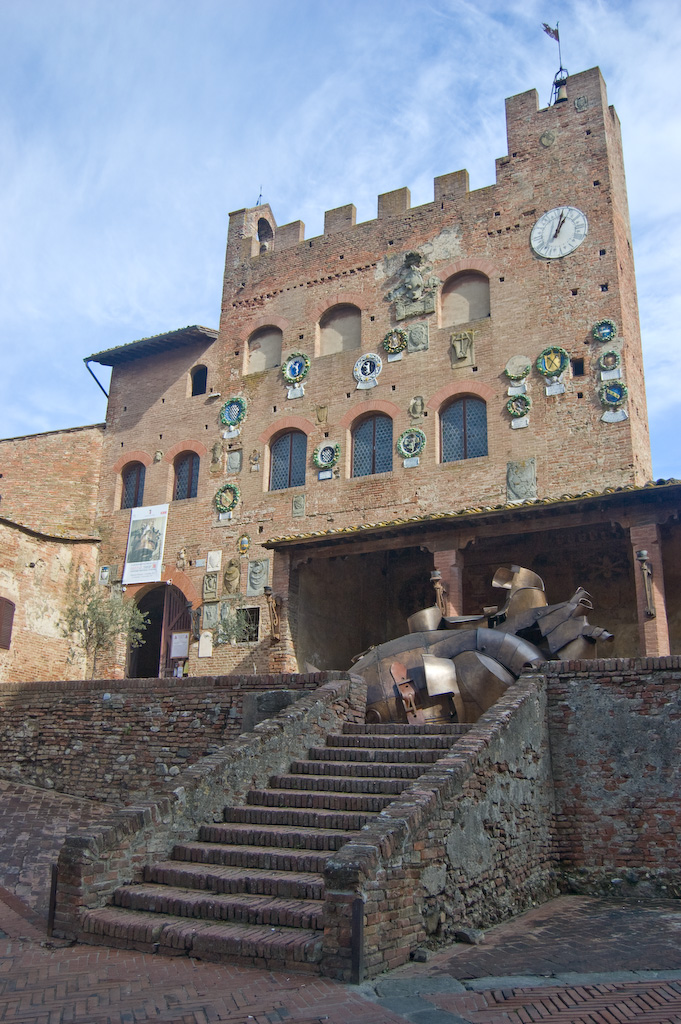
Certaldo - Palazzo Pretorio (facciata) - presente scultura di Alessandro Reggioli per la mostra "Red-Hot Heart".

Nasce come castello dei conti Alberti nel XII secolo di quell'edificio rimane oggi il mastio. Fu sede dei Vicari Fiorentini. Nell'atrio sono conservati molti scudi araldici appartenenti ai Vicari via via succedutisi. Da vedere, nella "Camera del Cavaliere" una Madonna col Bambino (1489) di Pier Francesco Fiorentino e una Crocifissione (1478), mentre la"Camera delle Sentenze" ospita una Pietà, sempre di Pier Francesco Fiorentino. L'attuale edificio ha subito importanti ampliamenti tra Quattro e Cinquecento. Il palazzo ospita anche le vecchie e anguste prigioni, mentre al piano superiore si tengono esposizioni temporanee di arte contemporanea. Uno dei due giardini del palazzo è trasformato in un giardino giapponese dall'artista Hidetoshi Nagasawa e ospita una casa da tè giapponese.
- Casa Boccaccio

È la residenza del noto scrittore, e si affaccia sulla via principale del borgo, via Boccaccio. È la sede di un'importante biblioteca che contiene documenti del Cinquecento, Seicento e Settecento e del centro studi sul Boccaccio.
- Palazzo Machiavelli

Citato nei Testamenti di Giovanni Boccaccio del 1347, del fratello Jacopo del 1384 e del figlio di Jacopo, Giovanni, nel 1427 come appartenente a Guido Johannes de Machiavellis, risale al XIII secolo ed è forse l'esempio più conservato di abitazione signorile medioevale. Il palazzo è dotato di un’imponente torre, simbolo della potenza della famiglia, e si affaccia su via Boccaccio.
- Villa il Pozzo

### Architetture militari
- Mura di Certaldo
- Porta al Sole La Porta al Sole, in direzione sud, è la porta principale del castello. Si apre su via Valdracca. È decorata con lo stemma Mediceo e si chiama così per la sua posizione a sud.
- Porta Alberti La Porta Alberti, in direzione nord-ovest, da cui si dirama Costa degli Alberti, risale al XIV secolo, quando fu completato l'inurbamento dei semifontesi e il colle fu saturato. La porta, con arco gotico, si affacciava anche sull'antica via delle mura, adesso chiusa da un muro.
- Porta del Rivellino La Porta al Rivellino, su cui termina via del Rivellino, è situata a sud-est e domina la sottostante via Francigena. Ad oggi si possono vedere i resti di una fortificazione, costruita nel XVI secolo, dotata di cannoni.
- Bastione di Palazzo Pretorio Situato sul camminamento di ronda di Palazzo Pretorio, fu edificato nel Cinquecento e si erge a strapiombo su via di Quercetella, dominando le colline posteriori al castello.

#### Dintorni di Certaldo
- Castello di Santa Maria Novella
- Rovine del castello di Pogni

## Società

### Evoluzione demografica
Abitanti censiti

### Etnie e minoranze straniere
Secondo i dati ISTAT al 31 dicembre 2009 la popolazione straniera residente era di 1 638 persone.
Le nazionalità maggiormente rappresentate in base alla loro percentuale sul totale della popolazione residente erano:
- Albania 524 3,21%
- Romania 281 1,72%

## Cultura

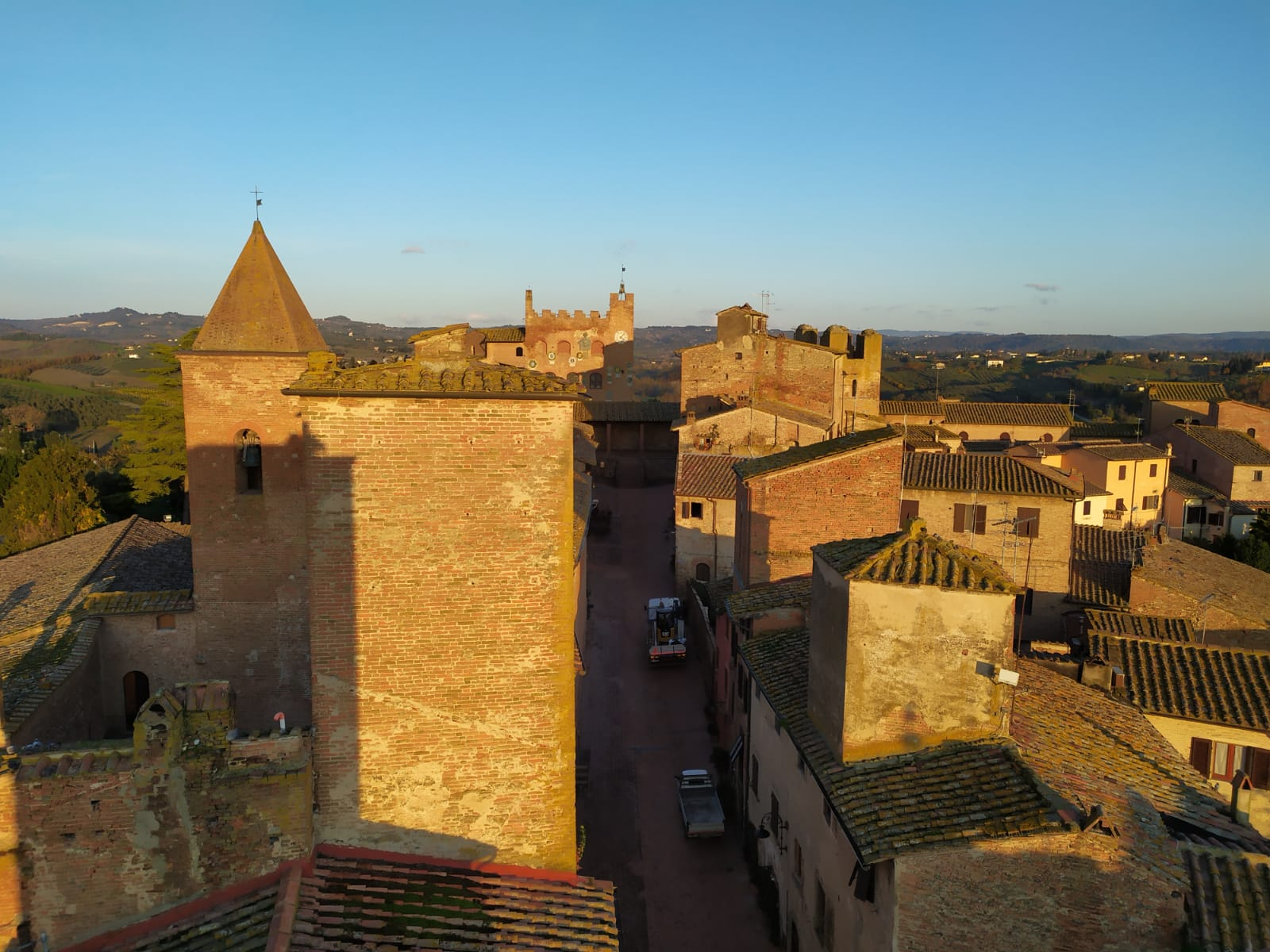
Veduta del centro di Certaldo dalla terrazza di casa Boccaccio

### Musei
- Museo di arte sacra

Aperto nel 2001, offre al visitatore una sorprendente collezione di dipinti su tela e tavola, nonché sculture e preziose oreficerie, provenienti dalle chiese dei dintorni di Certaldo.
- Museo civico di Palazzo Pretorio

Si tratta dell'antico maschio feudale della famiglia Alberti, in seguito divenuto sede del vicario fiorentino dal XV al XVIII secolo: al suo interno interessanti affreschi del XV e XVI secolo.
- Casa Boccaccio

Si tratta dell'edificio che la tradizione identifica come appartenuto al famoso novelliere: al suo interno ha sede anche un importante centro studi e una biblioteca interamente dedicata a Boccaccio
- Museo del Chiodo

### Eventi

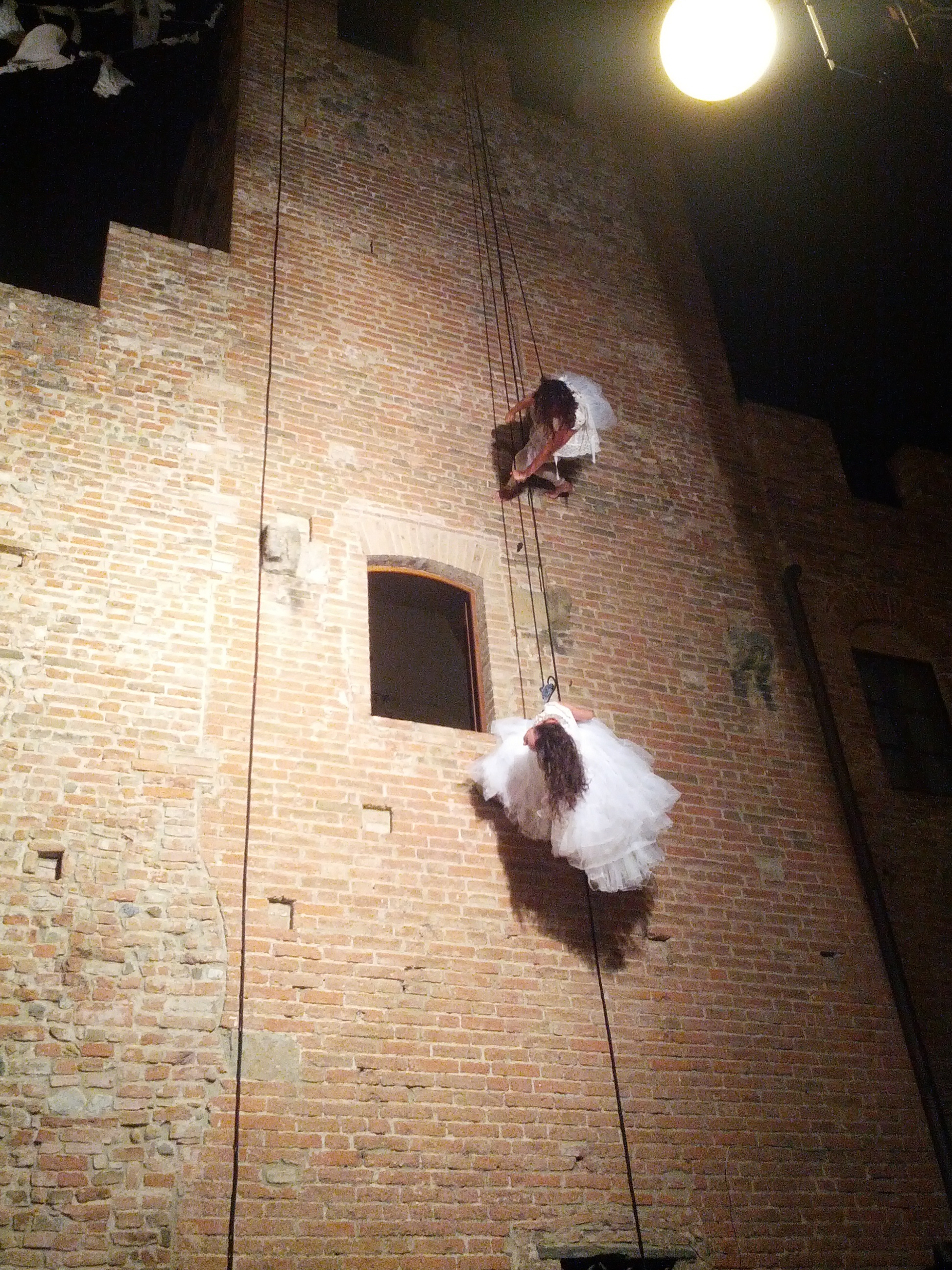
Una performance durante Mercantia (2012)

#### Mercantia
Conosciuta in Italia ed Europa, è dal 1988 uno dei più importanti festival di teatro di strada, che anima per cinque giorni l'antico borgo di Certaldo Alto e in un'atmosfera medioevale, vede circa 100 spettacoli di teatro, danza, circo, mimo, clown, e 40 stand di lavorazioni artigianali dal vivo, con ingresso a pagamento. In contemporanea nella parte bassa del paese si svolgono un mercato di artigianato e spettacoli ad ingresso libero. È organizzata da Terzostudio, direzione artistica di Alessandro Gigli. Si svolge a metà luglio.

#### Boccaccesca
Rassegna gastronomica di prodotti tipici e presidio Slow Food.

#### Premio letterario Giovanni Boccaccio
È un premio letterario, organizzato dal Rotary Club Valdelsa, che si svolge a settembre. Tra i vincitori delle passate edizioni troviamo Alberto Bevilacqua, Enzo Biagi, Indro Montanelli, Enrico Mentana, Aldo Busi e Antonella Cilento.

#### Premio teatrale Ernesto Calindri
In onore all'attore Ernesto Calindri, certaldese di nascita e deceduto nel 1999, questa manifestazione conferisce un premio teatrale: tra i premiati ricordiamo Pippo Baudo e Carlo Verdone.

#### Corteo Storico
Manifestazione storica in costumi tipici medioevali che scorre lungo i vicoli del Borgo Alto fino ad arrivare in Piazza Boccaccio, dove ha termine con una rappresentazione ispirata alle novelle del Decamerone; si svolge in settembre.

#### Tuscany International Jazz Summer School And Arts Festival
Settimana musicale di corsi, mostre e concerti.

#### A cena da Messer Boccaccio
Manifestazione medievale che si svolge nell'atmosfera incantevole di Via Boccaccio a Certaldo Alto.

## Economia

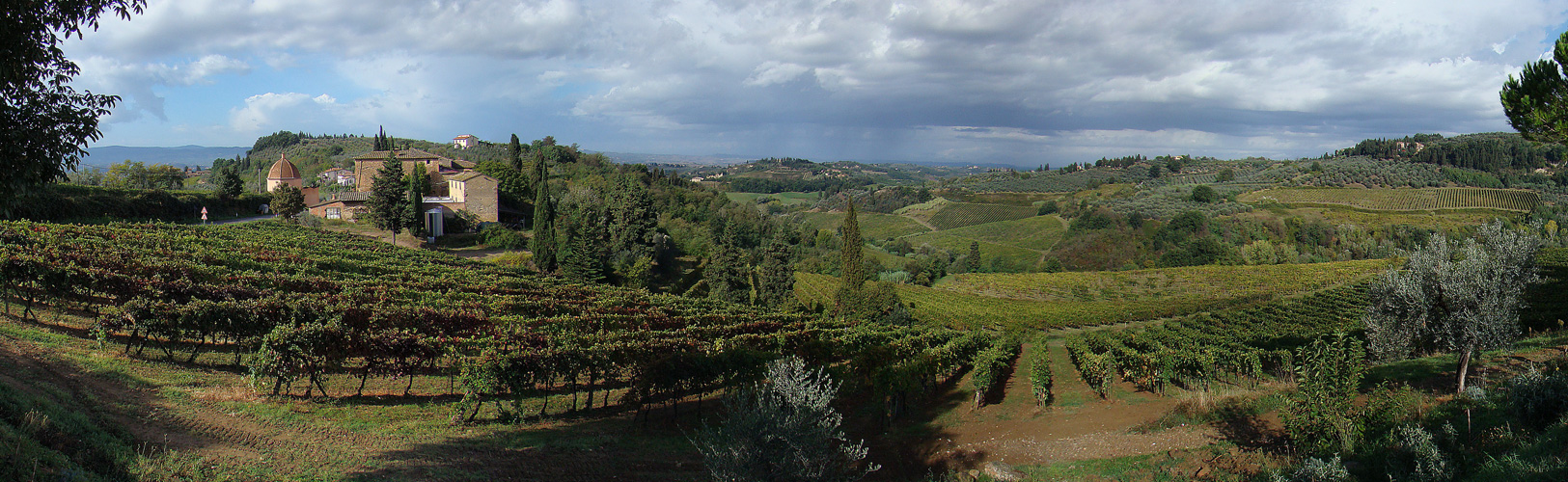
Vigneti vicino a Certaldo

Certaldo è una cittadina a vocazione agricola, industriale e commerciale, che si colloca a cavallo dei distretti industriali dell'Alta Val d'Elsa e dell'Empolese-Bassa Val d'Elsa. Pur facendo parte politicamente ed amministrativamente del Circondario Empolese-Val d'Elsa, che comprende la Val d'Elsa Fiorentina e i comuni limitrofi di Empoli, possiamo dire che sul piano economico e commerciale Certaldo presenta molti più punti di contatto con l'Alta Val d'Elsa, sia sul piano delle infrastrutture sia sul piano di tipologia delle aziende presenti sul territorio.
Le industrie si dispongono lungo due zone industriali, una a Nord (Zona industriale Montebello-Fraille) e l'altra a Sud (Bassetto-Avanella) dell'abitato. Le zone industriali e abitative di Badia a Cerreto e di Badia a Elmi, benché formalmente insite nel territorio comunale di Gambassi Terme la prima e San Gimignano la seconda, entrambe poste ad Ovest dell'abitato ed adiacenti ad esso, fanno parte nei fatti della realtà certaldese. La popolazione effettiva inoltre conta ben più di 16 000 abitanti ufficiali del territorio comunale, proprio per questo motivo. Le due frazioni limitrofe, oltre ad essere degli importanti distretti industriali, contano alcune migliaia di abitanti.
Il settore primario si basa sia su prodotti tipici della zona come vino e olio (recentemente si è aggiunta la cipolla di Certaldo, che ha ottenuto una specifica Dop) che sul quel misto di primario e terziario che è l'agriturismo.
Il settore secondario si basa sulla piccola e media industria e sulle attività artigianali e conto terzi; importanti sono il settore del mobile, soprattutto cornici (più della metà della produzione italiana viene dalla città e zone limitrofe), del calzaturiero e della meccanica (scambiatori di calore, macchine ed utensili per legno ecc.), mentre minori per numero ma non per importanza troviamo l'alimentare e la chimica (plastica).
Il settore calzaturiero, molto importante nel boom economico degli anni sessanta, ha subito una drastica riduzione del fatturato ed una chiusura di molte aziende durante la crisi di fine anni ottanta riducendo drasticamente la sua importanza occupazionale e strategica nel territorio, sostituito via via da altri settori produttivi e manifatturieri.
Importanti anche le aziende chimiche (plastica da imballaggio e film) concentrate nelle zone industriali al confine con i comuni di San Gimignano e Gambassi.
Ultimamente, complice la crisi del settore, la parte industriale ha visto un progressivo cambiamento che ha portato una differenziazione più vasta delle aziende presenti sul territorio, portando nuove realtà fatte di piccole e medie imprese in settori come la meccanica di precisione, informatica, che hanno affiancato le vecchie imprese monotematiche delle cornici e del settore calzaturiero.
Per quanto riguarda il settore terziario la parte del leone è occupata da turismo, soprattutto negli ultimi anni, trainato dalla bellezza del territorio circostante ed in modo particolare dallo sviluppo del flusso turistico nella parte medioevale della città. La qualifica del comune di Certaldo come Bandiera Arancione del Touring Club, le numerose manifestazioni che si svolgono in tutto l'arco dell'anno a Certaldo Alta e la vicinanza a centri culturali come Firenze, Siena, Pisa e San Gimignano hanno permesso uno sviluppo delle strutture ricettive negli ultimi anni, soprattutto agriturismi e bed and breakfast.

## Infrastrutture e trasporti

### Strade
Il centro abitato di Certaldo si è sviluppato prevalentemente lungo la ex-statale 429 di Val d'Elsa, la vecchia via Francigena che collega Siena con Empoli e quindi con Lucca e Pisa. Certaldo è collegato al raccordo autostradale Firenze-Siena, in direzione sud, da cui dista circa 11 km, attraverso l'uscita di Poggibonsi Nord e la nuova variante della SR 429 di Val d'Elsa, mentre in direzione nord è collegato alla S.G.C. FI-PI-LI tramite l'uscita di Empoli Ovest, da cui dista circa 22 km, attraverso la vecchia SR 429.
La nuova variante 429 di Certaldo, inaugurata nel 2012, permette di aggirare il centro abitato da sud a nord e si collega direttamente con la variante 429 Certaldo-Poggibonsi, mentre un'ulteriore circonvallazione, più interna, permette di deviare il traffico cittadino aggirando il centro sempre da nord a sud.

### Ferrovie
Certaldo si trova lungo la Ferrovia Centrale Toscana Empoli-Siena-Chiusi, inaugurata tra il 1849 ed il 1850, a cui è collegata tramite la stazione di Certaldo situata nel centro della cittadina, dotata di tre binari, non elettrificata. Il sistema di trasporto ferroviario prevede collegamenti semi-veloci con il capoluogo Firenze e con Siena (uno ogni ora per ciascuna direzione), mentre sono previsti collegamenti regionali non veloci (sempre uno ogni ora per ciascuna direzione) con Siena e con Empoli, con coincidenze verso Firenze e verso Pisa. Alcuni treni in direzione Siena hanno come capolinea Grosseto od Orbetello.

### Trasporto urbano
Il trasporto urbano viene gestito dalla società Tiemme Toscana Mobilità Spa, e prevede corse circolari urbane e collegamenti con frazioni limitrofe situate in altri comuni come Badia a Elmi e Badia a Cerreto. Il trasporto extra urbano che collega Certaldo con la frazione del Fiano ed altre località è invece gestito da Autolinee Toscane.
Certaldo è inoltre fornita di una funicolare su rotaia, inaugurata nel 1999, che collega la parte bassa della cittadina con la parte alta, il borgo medioevale. La stazione della funicolare nella parte bassa si trova in Piazza Boccaccio, mentre la stazione nella parte alta si trova nei pressi della Porta Alberti. La frequenza delle corse è di circa 15 minuti, e il trasporto viene gestito dalla società Autolinee Toscane.

## Amministrazione
Di seguito è presentata una tabella relativa alle amministrazioni che si sono succedute in questo comune.
| Periodo          | Periodo          | Primo cittadino        | Partito                                                        | Carica  | Note   |
| ---------------- | ---------------- | ---------------------- | -------------------------------------------------------------- | ------- | ------ |
| 10 luglio 1985   | 23 giugno 1990   | Nevio Vanni            | Partito Comunista Italiano                                     | Sindaco | [ 34 ] |
| 23 giugno 1990   | 12 dicembre 1992 | Nevio Vanni            | Partito Comunista Italiano, Partito Democratico della Sinistra | Sindaco | [ 34 ] |
| 12 dicembre 1992 | 24 aprile 1995   | Rosalba Spini Ciampoli | Partito Democratico della Sinistra                             | Sindaco | [ 34 ] |
| 25 aprile 1995   | 14 giugno 1999   | Rosalba Spini Ciampoli | Partito Democratico della Sinistra                             | Sindaco | [ 34 ] |
| 14 giugno 1999   | 14 giugno 2004   | Rosalba Spini          | Democratici di Sinistra                                        | Sindaco | [ 34 ] |
| 15 giugno 2004   | 8 giugno 2009    | Andrea Campinoti       | centro-sinistra                                                | Sindaco | [ 34 ] |
| 8 giugno 2009    | 9 giugno 2014    | Andrea Campinoti       | centro-sinistra                                                | Sindaco | [ 34 ] |
| 9 giugno 2014    | 26 maggio 2019   | Giacomo Cucini         | SEL, PdCI, lista civica: per Certaldo, PD                      | Sindaco | [ 34 ] |
| 26 maggio 2019   | 9 giugno 2024    | Giacomo Cucini         | PD, Altrapolitica, Sarà Certaldo                               | Sindaco | [ 34 ] |
| 9 giugno 2024    | in carica        | Giovanni Campatelli    | PD, Sarà Certaldo, AVS                                         | Sindaco | [ 34 ] |

### Gemellaggi
- Neuruppin
- Kanra
- Canterbury
- Chinon
- Sighetu Marmatiei
- Ripatransone
- Cossignano

## Sport
Certaldo è il paese natale di Luciano Spalletti, commissario tecnico della nazionale italiana di calcio dal 2023 al 2025, mentre l'Associazione Nuoto Certaldo è stata la prima squadra dei campioni del nuoto Simone Ercoli e Andrea Volpini, e della pallanuoto Gloria Giachi.
La squadra di pallanuoto femminile (Associazione Nuoto Certaldo) ha giocato più volte in serie A1.
In serie D, nel 2023/2024, hanno giocato la società calcistica A.S.D. Certaldo Calcio , la squadra AP Pallavolo Certaldo femminile e la squadra di pallacanestro maschile Virtus Certaldo Basket.